# A természetes számok összeadása

Az összeadás művelettáblája a 10-nél kisebb számokra

A természetes számok összeadása a számtani (azaz a természetes vagy egész számok halmazán értelmezett) kétváltozós műveletek egyike, minden bizonnyal a legrégebb óta használt, legalapvetőbb és legfontosabb kétváltozós számtani művelet. A kivonással, szorzással és osztással együtt alapműveletnek nevezzük.
Gyakran vagy alkalmanként használt szinonimái: összegzés, addíció.
Az összeadás (összegzés) műveletét a matematikai formalizmust mellőzve úgy jellemezhetjük legkézenfekvőbben, hogy ha adott két, ugyanazon tárgyakat vagy dolgokat egyszerre nem tartalmazó sokaság/halmaz, akkor ezekben összesen annyi tárgy vagy dolog van, mint a két sokaságot alkotó dolgok számának összege. Például ha adva van három alma (1. sokaság) meg két körte (2. sokaság) egy asztalon, akkor e két sokaság összesen három meg kettő, azaz öt gyümölcsöt tartalmaz, tehát a három és a kettő összege öt. Az összeadás tehát „kiszámítja” a közös elemeket nem tartalmazó sokaságok egyesítésének elemeinek számát. Ez a tulajdonság, megfelelően precizírozva, képezi az egyik legalkalmasabb explicit matematikai definíciót is.
A művelet leggyakrabban használt jele a + összeadásjel vagy „pluszjel”, bár másféle jelölési módok is előfordulhatnak.
Az összeadás eredménye az összeg. Azokat a számokat, amiket összeadunk, összeadandóknak (illetőleg az összeadás vagy összeg tagjainak) nevezzük. A fenti gyümölcsös példában tehát 3 és 2 az összeadandók vagy tagok, míg 5 az összeg(zés eredménye).

## Az összeadás története

### Az empirikus vagy korai matematika korszaka
(Kr. e. kb. 300 000 (?) – Kr. e. VI. sz.)
Fő szócikk: A matematika története.

#### Előzmények
Az emberré válás kora (Kr. e. 500 000 – Kr. e. 10 000) a pattintottkő-korszak (paleolitikum, Kr. e. 2,4 millió – Kr. e. 11 500) idejére esik, amely nemcsak a tűzhasználat és az első vallásos jellegű kultuszok megjelenésének ideje, de a szám és alak fogalmának és az időmérésnek a vélhető kialakulásáé is (ennek kezdete a Kr. e. 300 000 körüli időszakra tehető). A számfogalom csak fokozatosan formálódott meg, és együtt, párhuzamosan fejlődött a matematikai műveletek elvégzésének és a matematikai viszonyok felismerésének képességével. Létrejött az „egy-kettő-sok” megkülönböztetése, majd az ujjakon, illetve a pálcikákkal vagy rovásokkal való megszámlálás; esetleg az ezekkel végzett összeadás is (ld.: A matematika története/A mennyiség megjelenése). Az ujjakkal és rovásokkal végzett összeadás között van egy minimális absztrakciós különbség (a Bruner-elmélet nyelvezetével az egyik inkább enaktív, a másik inkább ikonikus jellegű művelet), de a matematikai lényeg ugyanaz: mindkét összeadásreprezentációt enaktívnak nevezhetjük.

#### A nagyobb számok és az összeadás megjelenése
A nagyobb számok megjelenése is fokozatosan történt. Kezdetben csak kisebbeket, később egyre nagyobbakat alkalmaztak, de ez utóbbiakat eleinte csak a kisebbek összeadásával fejezték ki. Egy, az újkőkor végi kultúrákhoz hasonlító, de ma is létező népcsoport tagjai, a karibi nyelvcsaládba sorolt bakairit beszélő brazíliai bakairi indiánok az egyet „tokále”, a kettőt „aháge” néven nevezik, míg a három: „aháge-tokále”, a négy „aháge-aháge”, az öt „aháge-aháge-tokále”, a hat „aháge-aháge-aháge”, az ennél nagyobb számokra pedig azt mondják: „méra” (sok). Ez egy, a kettes számrendszer elvén működő számolásmód, de valójában nem számrendszer, hiszen elemei még nem valódi számnevek (ha pedig számnevek híján nincsen bizonyíték még a számfogalom létezésére sem, aligha beszélhetünk számrendszerekről). Például amikor egy bakairi elmondta, hogy kivágott 5 fát, ahhoz 3 mondatra volt szüksége: „Kivágtam két fát. Újra kivágtam két fát. Kivágtam még egyet.” Ha lennének valódi számneveik, az egyetlen mondat valahogy így hangzott volna: „Kivágtam két-két, meg még egy-egy fát.”
Számtalan hasonló példát leírtak mind az amerikai, mind az ausztrál kontinensen, mind afrikai törzseknél (a kettes rendszer elve helyett találtak hármas, ötös, hatos, hetes stb. elvű számolási rendszereket is, de a kis számokra való szétbontás mindenhol működött). Az összeadás alig felfoghatóan nagy számok megnevezésére irányuló ösztönös használatának tehát alapvető szerepe volt a számrendszerek kialakulásában (ez nem meglepő, tekintve, hogy a helyi értékes számábrázolásmódnak az összeadás az egyik lényeges matematikai összetevője), bár a helyi értékek tudatos használata és a helyi értékes számírás csak jóval később, az ókorra kristályosodott ki teljesen.
A létező számolásmód mellett nem létező számfogalom tényére utal az is, hogy bakairik és más „kőkorszaki” törzsek a „számnevek” kimondását még az ujjaikon való számlálással kísérik. A nagy ókori keleti kultúrák kialakulásának idejére azonban a folyamat beteljesedett. Megjelent a számfogalom, és nagy biztonsággal adtak össze igen nagy (két- és háromjegyű) számokat.

#### A számnevek és számrendszerek megjelenése
A valódi számnevek, majd a valódi számrendszerek, illetve a szám fogalma és az ezt jelölő szó, a újkőkorszak (neolitikum) legvégén és az ókorban jelentek meg. Ez esetben sincs éles határ: mindez fokozatosan és ráadásul területenként, kultúránként igen eltérő sebességgel folyt.
A számrendszerek megjelenése azt is jelentette, hogy az összeadás elvesztette enaktív jellegét, hiszen a tízes (vagy bármely más alapú) számrendszerekben van olyan egyszerű összeadási algoritmus, amely nem igényel testrészekkel vagy más konkrét tárgyakkal való számreprezentációt.
Hogy ez a folyamat milyen lassú volt, azt jól érzékelteti, hogy az európai kultúrkörben a gyakorlatban például csak az ókorhoz képest igen későn, a középkorban (az 1200-as évektől) jelent meg a tízes számrendszerben végzett összeadás algoritmusa, és az sem önálló felfedezések által, hanem arab közvetítéssel. Mindezeket sok kultúra már négy-ötezer évvel az európaiak előtt felfedezte vagy átvette.
Igaz, az ókori kultúrák is csak lassan-lassan. Hiszen a számrendszereket és számírásokat ők is elsősorban csak tudományos és nemzetgazdasági célokra használták. A közemberek továbbra is az ujjukon adtak össze, illetve megjelentek az első professzionális számológépek, (abakuszok, szorobánok) primitív (huzalok nélküli), de egyre tökéletesedő formái. Ezek használata kezdetben emlékeztettek az ujjszámlálásra, de amikor rájöttek, hogy a golyókat vagy kavicsokat nemcsak egy, hanem akár tíz vagy száz egység összefoglaló megjelenítőjeként is lehet használni, vagyis a számolókavicsnak egy, a helyi értékhez nagyon hasonló szerepet adni, az óriási ugrást jelentett a számolási lehetőségek terén.

### Az elemi matematika korszaka
(Kr. e. VI. sz. – Kr. u. XVII. sz.)

#### A görög matematika
E korszakban megindultak a módszeres, elméleti megközelítésű matematikai vizsgálatok, elején a görög püthagoreusok színre lépése több szempontból is nagyon fontos eredményeket hozott az összeadás szempontjából. Definiálták a páros és páratlan számok fogalmát és rájöttek ezek összeadási szabályaira; továbbá a természetes számokat összegalakban próbálván előállítani, felfedezték a háromszögszámokat, valamint hasonló fogalmakat és az ezekkel kapcsolatos törvényeket. Rájöttek többek közt, hogy a páratlan számok sorozatának valamely tagig bezárólag történő összegzésével négyzetszám adódik. Ez a számelmélet (aritmetika) módszeres megalapozásának kezdete. Az aritmetika mint tudomány tehát velük jelent meg, bár tudományon nem e szó teljes mai értelmét kell venni, hiszen az akkori tudományfelfogás más volt, mint a mai.
Nevükhöz fűződik azonban ennek a folyamatnak a megállítása is, az összemérhetetlenség – mai szóval, az irracionális számok felfedezésére adott válaszként ugyanis a görögök mértanként alakították ki matematikájukat (geometrizálás). Ha összeadni kellett, az általában mértani alakzatként (egyenesszakasz) adódó valós számok összeadását jelentette, és konkrét esetben ezt a görög geométerek könnyedén elvégezhették körzővel. Így az aritmetika fejlődése és vele a számok additív tulajdonságainak vizsgálata, igen hosszú időre megtorpant: csak a középkori Európában lett újra fontos az aritmetika elméleti tanulmányozása .
Még egy problémáról beszélhetünk: nemcsak a görögök, hanem számos más civilizáció is ebben a korban nem-helyi értékes számírásokat használt. Ilyen írásmódok mellett az alapműveletek elvégzése – még az összeadásé is – nehézkessé válik. De a problémát könnyedén megkerülhették a „golyós” számológépek használatával, és számos bizonyíték (pl. leírt szövegek, vagy műalkotások, amik ábrázolják őket) akad, hogy valóban használták – ha nem is a kidolgozott huzalos, drótos vagy sínes abakuszt, de legalább számolókavicsokat. Nem véletlen hogy a „kalkulus” latin szó, ami eredetileg kavicsot jelentett, máig azt is jelenti: „számítás”.

#### Középkor
Az 1200-as évek végétől elkezdődött az az évszázadokig tartó folyamat, melynek során a hindu-arab számíráson alapuló tízes számrendszer kiszorította a római számírást és az abakuszt. Ez természetesen az összeadást is érintette: megindult a papíron végezhető helyi értékelvű összeadás elterjedése. Az európaiak csak lassan fogadták ezt el: számosan kritizálták az új számolásmódot a nulla használata miatt, azonkívül sokan tartottak attól, hogy megnőhet a gazdasági számítások meghamisításának veszélye (a hármast és ötöst könnyű nyolcassá vagy kilencessé átírni , a nullát meg hatosra vagy kilencesre, és nullák utána írásával a leírt szám sokszor észrevétlenül megsokszorozható). Ez volt az „abacisták és algoritmisták” (a régi és az új számolásmód hívei) vitája.

### Az újkori és modern matematika korszaka
(Kr. u. XVII. sz. – Kr. u. 1850-es évekig);
(Kr. u. 1850-es évektől napjainkig)
Paradox, de annak ellenére, hogy az összeadás a legősibb matematikai fogalmak egyike, matematikailag csak a 19. század legvégén definiálták először. Az induktív definíció lehetőségét számtalan matematikus felvetette (legkorábban már Leibniz is), de elsőként Giuseppe Peano olasz matematikus vette a fáradságot 1889-ben, hogy teljességgel kidolgozza a témát. A Peano-axiómarendszer, ami tartalmazza a természetes számok induktív meghatározását, valamint az összeadásuk és szorzásuk matematikai definícióját, a szerző Arithmetices principia, nova methodo exposita (magyarul kb.: „Az aritmetika alapelvei új módszer alapján előadva”) c. könyvében jelent meg, amelyet a kérdéssel foglalkozó kutatók sikeres, a problémát megoldó kísérletként fogadtak el.
A halmazelmélet felfedezése nem sokkal később lehetőséget adott egy újfajta sztenderd definícióra, amely az unió fogalmára épül. Ezen kívül másféle (pl. az ún. direkt összegre alapozó) halmazelméleti definíciók is napvilágot láttak.
A huszadik század második felében jelent meg a matematika önálló altudományaként az additív számelmélet, amely az összeadás számelméleti tulajdonságainak vizsgálata az egész számok, illetve más absztrakt struktúrák körében.

## Az összeadás elvont fogalmának reprezentációi

### Az összeadás közvetlen módja

Az összeadás népszerű ábrázolása: 3+2=5 almával

Amint a bevezetőben is áll, az összeadás a hétköznapokban leggyakrabban akkor fordul elő, amikor két közös elemet nem tartalmazó sokaság (halmaz) egyesítésében szereplő elemek számát akarjuk megtudni.
Az összeg kiszámolásának egyik módja – nevezzük közvetlen módnak – az egyesített sokaság elemeinek megszámlálása. Például a jobb oldali képen 3 alma és 2 alma van. Ez összesen öt alma. Tehát 3+2 az nyilvánvalóan öt, mivel a képen látható almák száma (számlálás következik): egy, kettő, három, négy, s végül öt.

Az összeadás tagsorrend-függetlensége meglehetősen könnyen belátható szemléletünk által, de szigorúan be is bizonyítható

Az összeadás asszociativitása. „Ha minden nálam lévő pénzem két zsebemben van, jobb zsebemben 5, a bal zsebemben 6 forint, és kapok még 4 forintot, akkor összesen 15 forintom lesz, bármelyik zsebembe is teszem a kapott 4 forintot.”

Az összeadásnak ez a „közvetlen” szemlélete még fontos matematikai tulajdonságok megláttatására is alkalmas. Tér- és számszemléletünkre ható, szemléltető ábrák segítségével általában könnyen belátható, hogy az összeadás
- kommutatív, azaz a+b=b+a;
- asszociatív, vagyis (a+b)+c=a+(b+c);

valamint hogy
- szorzás disztributív az összeadásra.

Mindezek az egyszerű tulajdonságok, melyek az aritmetika felől az algebra felé vezetnek, matematikai eszközökkel szigorúan is bizonyíthatóak.
Az összeadásnak ez a „közvetlen” módszere és szemlélete azonban, a természetes számok végtelenségig fokozódó nagyságaihoz képest, a gyakorlatban csak nagyon kis számokon működik, két okból: 1). a nagy számokat adó sokaságok szemléletietlensége miatt; igazából senki sem látott még pl. egymillió almát egyszerre, és ha látna is, szemléletével képtelen lenne egy ilyen nagy sokaságot egyszerre átfogni; még kevésbé két ilyen sokaság elemszámait megállapítani, még kevésbé az egyesítés művelete után keletkezett sokaság számát áttekinteni; 2). az egyesített sokaság megszámlálásának gyakorlati kivitelezhetetlensége miatt: még ha áttekintés helyett számlálni próbálnánk is; általában nagyon sokáig tart és sok más szempontból is gazdaságtalan nagy tömegből álló sokaságokat végigszámolni. De az sem igaz, hogy ez a módszer minden tárgyra működne. Egymástól nagy tér- vagy időbeli távolságokra lévő (pl. Európa meggyűrűzött galambjai, vagy egy könyv valamely országban fellelhető példányai), vagy elvontabb dolgok (esős napok száma 2009 januárjában és februárjában) esetén is csődöt mondana, pedig az effajta sokaságokat sem lenne célszerű kizárni az összeadható dolgok köréből.
Végképp megnehezítené az e módszerekhez való ragaszkodás a tudományos, matematikai vizsgálatok végzését, részben említett gyakorlati kényelmetlenségük, részben túlzott konkrétságuk miatt. Az összeadás matematikai vizsgálatához célszerű, a tárgyak számától elszakadni képes számábrázolási módszer szükséges, továbbá egy ehhez kötődő, a számábrázolás jelölésmódjához (szintaktikájához) kötődő összeadási algoritmus. Erre is szolgálnak a számrendszerek. Ld. Összeadás és helyi értékes számírás.
Mindez egyébként súlyos érv a matematika empirista felfogása ellen. Amint azt Frege, a nagy jelentőségű matematikus-filozófus az empirista filozófus Mill nézeteit bírálva megjegyezte: „Mill a + jelet úgy érti, hogy azzal egy fizikai test vagy egy rakás részeinek az egészhez való viszonyát fejezzük ki, de ennek a jelnek nem ez az értelme. 5+2=7 nem azt jelenti, hogy ha 5 térfogategység folyadékhoz 2 térfogategység folyadékot öntünk, 7 térfogategységnyi folyadékot kapunk, hanem az utóbbi a tétel egy alkalmazása, mely csak akkor helyénvaló, ha nem lép fel mondjuk valamilyen kémiai hatás következtében térfogatváltozás. ... Számos alkalmazásban úgy tűnhet ugyan, hogy az összeadás jele egy rakás képzésének felel meg, de ez nem a jelentése, mert más alkalmazások esetén rakásokról, összességekről, egy fizikai testnek a részeihez való viszonyáról szó sem lehet, pl. amikor a számítás eseményekre vonatkozik.” Hasonló nézeten van Serény György matematikus is: ha van két almasokaságunk, melyeknek biztosan ismerjük az elemszámát, és biztosan tudjuk az összegüket, de az almákat megszámlálva nem az az eredmény jön ki, vagyis az empirikus eredmény nem erősíti meg az elméletit; akkor nem a matematikában fogunk kételkedni, hanem abban, hogy jól számláltunk-e.

### Enaktív jellegű összeadás
Mind az emberiség történelméből, mind az egyedfejlődésből ismert olyan korszak, vagy, pontosabban, állapot, amikor az ujjunkon számolunk. Ujjak helyett pálcikák, rovások, vagy más hasonló elemekből álló sokaságok, „egyenértékes reprezentáló rendszerek” is használhatóak („egyenértékes”-en azt értjük, hogy bármely féle megszámlálandó sokaság számának megállapításához és az ezeken végzett műveletekhez segítségül hívható a reprezentáló rendszer: az ujjak vagy pálcikák jelképezhetnek állatokat, embereket, gyümölcsöket stb., de akár elvont dolgokat is.)
Ehhez kapcsolódva az összeadás speciális „szenzomotoros” (a kognitív tudományban és fejlődéspszichológiában használt szóval: enaktív) tevékenységgé válik, amit egybe- vagy hozzászámlálásnak lehetne nevezni. Arról van szó, hogy vesszük az egyik – gyakorta, de nem szükségképp a nagyobb – összeadandót reprezentáló „egyenértékes” sokaságot, majd ehhez sorra hozzátesszük (néha csak gondolatban) a másik összeadandót reprezentáló „egyenértékes” sokaság elemeit. Például veszünk 5 és 3 pálcikát, majd az 5 pálcikához egyenként hozzászámláljuk a 3 pálcikát így: „hat, hét, nyolc, az 5+3 összeadás eredménye tehát nyolc”.
Ez tulajdonképp maga is közvetlen módszernek tekinthető, hiszen az összeadást konkrét sokaságok egyesítésével végzi. Annyi különbség azonban van, hogy már nem az eredeti sokaság elemeinek egyesítése történik, hanem egy őket reprezentáló sokaság elemeié. Ez egyrészt megkönnyíti az egység fogalmának és ezáltal egy elvont számfogalomnak a kialakulását, másrészt minthogy az „egyenértékes” reprezentáló elemek idővel gondolati elemekké cserélhetőek le, az összeadás elvont fogalmának kialakulását is.
Az ujjakkal és a rovásokkal végzett művelet matematikai lényege ugyanaz: csak minimális absztrakciós szintkülönbség van köztük (az ujjak a test közvetlenül érezhető részei, amelyek előre és korlátozott számban adottak; míg a rovások vagy pálcikák a testnek nem részei, azonkívül mesterségesek és szinte korlátlan, vagy legalábbis az ujjaknál sokkal nagyobb számban előállíthatóak).
Figyelemre méltó, hogy a gyermekek sokszor akkor is megőrzik az összeadás enaktív jellegének hitét, amikor már megismerték a tízes számrendszert, melyben pedig az összeadás – kis túlzással – egy puszta szintaktikai művelet. Herbert Ginsburg egyik vizsgálata során egy első osztályos (hatéves) tanulóval, Tobyval olyan beszélgetést vette fel, amelynek során kiderült: nem tudja, ill. nem biztos benne, mit jelent a plusz- és egyenlőségjel, bár nyilvánvaló, hogy a + meglátására (enaktív, hozzászámlálásos) összeadást kell végezni (az összeadásokat általában az ujjain végezte el), az = pedig azt jelentheti, a „vége következik”, vagyis a „számmondatok” (ez nem Toby, hanem Ginsburg szava) megmondják, mit kell tenni. „Tehát, ha a + jel azt kiabálja, hogy »add össze azokat a számokat«, az = jel pedig azt visítja, hogy »Írd ide a választ«. Ezzel kapcsolatosan az egyenlőségi reláció elvesztette szimmetriáját: Toby számára az 5+2=7 azonosság meglehetősen értelmes volt (eltekintve attól, hogy nem minden részletéhez tudott megfogható jelentést kapcsolni, pl. a + jelhez nem), abban azonban nem volt biztos, a 7=5+2 jelsort helyes-e leírni. Ginsburg (az ezen interjúhoz fűzött 15., 1983-as vizsgálatokra hivatkozó lábjegyzete) szerint Toby nincs egyedül e megközelítéssel, a legtöbb gyerek e korban a + és = jeleket cselekvésként értelmezi, ennek nyilvánvaló oka, hogy az órai gyakorlatok, a házi feladatok, a munkafüzet példái, mind kalkulációként hangsúlyozzák ki az összeadást, aminek következtében az egyenlőségjel valódi jelentése (például az egyenlőségi reláció szimmetriája) elmosódik.

### A formalista összeadás fogalmáról
A matematikában kétségkívül legelterjedtebb felfogás a műveleteket a halmazelmélet keretein belül felépített függvény fogalom speciális esetének tekinti.
A természetes számok összeadása esetében a +(x,y) művelet mint függvény értelmezési tartománya az (n,m) alakú rendezett párok halmaza, ahol n és m is természetes számok. Halmazelméletileg ez a {{n},{n,m}} alakú halmazok halmaza. Maga az összeadás az ((n,m),o) alakú rendezett párok halmaza, ahol érvényes o=n+m. Tehát a természetes számokon értelmezett összeadás a következő alakú halmaz:
E megállapítás természetesen nem definíciója az összeadásnak, hiszen előfordul benne a definiálandó + jel; pusztán az összeadás matematikai fogalmának „ontológiai helyzetét” (mibenlétét) érzékelteti (a matematikai összeadásban e felfogásban nincs semmi, ami akár konkrét, akár elvont tárgyakra utalna (almák, állatok, események), és nincs benne semmi „dinamikus”: nem cselekvés, és az összeadandók időben nem előzik meg az összeget, ellentétben az enaktív összeadásmóddal).

## Jelölési módok
A pluszjelet a mínuszjellel együtt egy német matematikus, Johannes Widmann vezette be 1489-ben, bár ő még csak előjelként használta; műveleti jelként, több matematikatörténész szerint, a holland Giel Vander Hoecke alkalmazta őket először 1514-ben. A + jel valószínűleg a latin „et” („és”) szócskából keletkezett ligatúra leegyszerűsödésével alakult ki, az et-et ugyanis gyakorta alkalmazták ekkoriban Nyugat-Európában az összeadás szó rövidítéseként. Nicole Chuquet (XV. sz. vége), aki egy, elveiben a Diophantoszéra emlékeztető algebrai szimbolikát állított össze egyik algebrakönyvében, az összeadás-t p-vel jelölte, akárcsak neves olasz kollégája, Luca Pacioli (p mint plus (több, latin) vagy piu (több, olasz)).
Nemcsak a + összeadásjel jelölhet összeadást.
- Ha egész szám mögé tört van írva, az olyan számot jelölhet, ami az egész szám és a törtszám összege. Ez a két szám összegének vegyes törtként való felírása (ez az írásmód jelölhet szorzást is, csak a szövegkörnyezet dönti el, melyik műveletről van szó). Egyébként Diophantosz fél-algebrai nyelvén is egymás mellé írással fejezte ki az összeadást.

Például

      3½ = 3 + ½ = 3,5.
Az additív elvű számírásokban is egymás mellé írás fejezi ki az összeadást, ilyen a római számírás ősi (a kivonási elvet eredetileg nem érvényesítő) formája, illetve a legtöbb hasonló hieroglifikus számírás.

## Matematikai definíciói
Az a és a b természetes számok összeadását többféleképpen is bevezethetik.

### Halmazok számossága
Jelölje N(H) a H halmaz számosságát. Vegyünk két diszjunkt halmazt, A-t és B-t, hogy N(A)=a, és N(B)=b. Legyen {\displaystyle a+b=N(A\cup B)}.

### Számlálás
Jelölje n+ n rákövetkezőjét. Így 0+=1, 1+=2, satöbbi. Legyen a+0=a, és a + (b+) = (a + b)+. Ez a definíció a Peano-axiómákon alapul.
Mind a két definíciónak van más változata is. Az egyik szerint a két halmaznak nem kell diszjunktnak lennie, és az uniót multihalmaz értelemben tekintik. Egy másik először egy unáris +b műveletet definiál, és ez alapján vezeti be az összeadást.
Léteznek egyéb módszerek is, mint pl. a halmazok direkt összegére hivatkozás (ez esetben a halmazoknak nem kell diszjunktaknak lenniük).
A különféle számhalmazokra úgy terjesztjük ki a műveletet, hogy a szűkebb halmazon az összeadás jelentése ne változzon meg. Az összeadás a természetes, egész, racionális, valós és komplex számok halmazán is kommutatív és asszociatív művelet.

### Iterációval
Ebben az esetben az összeadást egy egészen egyszerű sorozat segítségével értelmezzük. Legyen {\displaystyle m\in \mathbf {N} } adott és vegyük az alábbi függvényt: {\displaystyle g:\mathbf {N} \to \mathbf {N} ,\,n\mapsto n^{+}}. Az iterációval való definíció tétele alapján létezik és egyértelmű az {\displaystyle s_{m,g}} sorozat. Ennek a tétel alapján első tagja {\displaystyle s_{m,g}(0)=m} és érvényes, hogy {\displaystyle s_{m,g}(n^{+})=\left(s_{m,g}(n)\right)^{+}}. Ekkor az összeadást a következő módon értelmezzük:
{\displaystyle m+n=s_{m,g}(n)}
A definícióból kiindulva a művelet szokásos tulajdonságai kényelmesen bizonyíthatóak.

### Több szám összeadása
Több számot úgy adunk össze, hogy előbb összeadjuk az első kettőt, utána a többi számot mindig a futó összeghez adjuk:
{\displaystyle \sum _{i=1}^{n}a_{i}=a_{1}+a_{2}+\dots a_{n}=(\dots (((a_{1}+a_{2})+a_{3})+a_{4})\dots )+a_{n}}
A kommutativitás miatt az ilyen összeg értéke független az összeadandók sorrendjétől.
Az összeadás megfordítása a kivonás.

## Az összeadás algebrai tulajdonságai
- Az összeadás kommutatív: {\displaystyle a+b=b+a}
- Az összeadás asszociatív: {\displaystyle a+(b+c)=(a+b)+c}

## Az összeadás és a számábrázolás

### Összeadás és helyi értékes számírás

A tízes számrendszerben végzett összeadás folyamatának animált ábrázolása, különös tekintettel a helyi értéktúlcsordulás kezelésére

A helyi érték, melyet Indiában és részben Mezopotámiában már az ókorban felfedeztek, de az európai területeken (Hellasz és Róma) nem terjedt el, csak arab hatásra a késő középkorban, igencsak megkönnyíti a nagy számokkal végzett összeadást.

## Az összeadás etológiai, pszichológiai és gyakorlati vonatkozásai
- Az összeadás képességének fejlődése

### Veleszületett képességek
Az 1980-as években kezdődött vizsgálatok felfedték a kisbabák veleszületett matematikai képességeit. Karen Wynn kísérletei meglehetősen valószínűvé tették, hogy 4,5 hónapos csecsemők képesek azt az egyszerű műveletet elvégezni, hogy {\displaystyle 1+1=2}. E kísérlet során paraván mögé babákat rejtettek, bizonyosakat a csecsemők szeme láttára, másokat ki- vagy belopva, majd az így keletkezett babasokaságot leleplezték; és azon csecsemők, melyek a be-vagy kicsempészett bábuk miatt a józan ésszel feltételezhetőtől eltérő számú bábut láttak, a meglepődés jeleit mutatták. Egy másik 1992-es kísérletben 18-35 hónapos kisgyerekeket vizsgáltak. A kisebbek kis számokra jól válaszoltak, de a nagyobbakra nem; a nagyobb gyerekek jól számoltak ötig.
Egyes állatok szintén mutatnak hasonló matematikai képességeket. Főként a főemlősöket vizsgálták. 1995-ben Wynn kísérletét elvégezték majmokon is; a bábuk helyett tojásgyümölcsöket használva. A rhesus makákók és a gyapjasfejű tamarinok az emberi csecsemőkhöz hasonlóan teljesítettek. Sőt, miután megtanítottak egy csimpánzot a 0-tól 4-ig terjedő arab számjegyek jelentésére, az képes volt további tanítás nélkül összeadni két számot. E kutatók szerint legfeljebb a nagyon kis számok megkülönböztetése lehet veleszületett képesség, minden egyéb matematikai képesség, mint pl. a számolási, tanult.
A kognitív tudomány egyes képviselői, kulturális antropológiai vizsgálatok alapján, viszont nem tartják a számolást alapvető kognitív képességnek, ugyanis léteznek embercsoportok (mint pl. az amazóniai pirahák), akik erre nem képesek.

### Elemi módszerek
A gyerekek rendszerint először számlálni tudnak. Ha egy gyereket megkérdünk, hogy mennyi három meg kettő, akkor számolnak: négy, öt. Ezt a módszert könnyen eltanulják társaiktól, vagy tanítójuktól, és vannak, akik maguktól is rájönnek. A kommutativitást is hamar felfedezik, és mindig a nagyobb számtól kezdik a számolást (ugyanis így ugyanazt az eredményt kapják, de könnyebb és rövidebb ideig tart kiszámolni).
A szabályos, tízes számrendszerben végzett összeadáshoz tudni kell az egyjegyű számok összegeit. Sokszor azonban mégis különböző stratégiák használatosak, amik értelemszerűbbek és könnyebben értelmezhetőbbek.
- 1 vagy 2 hozzáadása: egyszerű számlálás, vagy intuíció.
- 0 hozzáadása: mivel a nulla az összeadás neutrális eleme, ezért a nulla hozzáadása triviális. Egyes gyerekek úgy gondolják, hogy az összeadás mindig növel. A szöveges megfogalmazás segít elfogadni a nullát.
- Duplázás: Egy szám hozzáadása önmagához megfelel a kettesével számlálásának és a szorzáshoz is átvezet. A gyerekek könnyen megértik, és a rokon problémák megoldásához is sok segítséget jelent. Ilyenek például a majdnem-duplák, amik eggyel kisebbek a dupláknál.
- 5 és 10: ezeket a számokat is könnyű hozzáadni.
- Kiegészítő számok: egymást tízre kiegészítő számok. Segítenek a kivonásban és a tízes átlépésben. Például 8 + 6 = 8 + 2 + 4 = 10 + 4 = 14.

A többjegyű számok összeadásához a számokat egymás alá írják úgy, hogy a megfelelő helyi értékek egymás alá kerüljenek. Az egyes oszlopokban levő számokat adják össze az utolsó jegytől kezdve. Ha az összeg nagyobb, mint tíz, akkor a tízesek számát átviszik a következő oszlopba. Más módszerek is léteznek, amik először a legnagyobb helyi értékű jegyeket adja össze. Ez a gyorsabb, de pontatlanabb módszer először becslést ad az összegre. Más módszerek is léteznek.

### Mennyiségek összeadása nem mindig jó összegzés
Davis és Hersh A matematika élménye c. könyvükben számos példát említenek arra, mikor mennyiségeket valami módon összegezni kell ugyan, de ennek a matematikai összeadás meglehetősen kérdéses módját jelenti.
1. Egy Mona Lisa eszmei értéke 10 000 000 font. Mennyi az eszmei értéke két Mona Lisának? (Lehet, hogy semennyi, vagy jóval kevesebb, mint egy Mona Lisa értéke, hisz megszűnik az egyediség.)
2. Egy csésze tejhez egy csésze kukoricadarát adunk. Hány csészényi lesz a keverék? (Egy csészényi, mert a dara felszívja a tejet.)
3. Egymilliárd hordó olaj x dollárba kerül. Mennyibe kerül egybilliárd hordó olaj? (A Mona Lisa példájához hasonlóan, valószínűleg jóval olcsóbb lesz, hiszen a drasztikusan nagyobb kínálat letöri az árakat.)
4. A banki hitelekhez vagy állampolgársághoz sokszor „érdemszámok” alapján juthatunk. Egy bank a hitelképesség megállapításakor pl. így számol: 2 pont jár saját házért, 1 pont jár 20 000 dollárt meghaladó évi fizetésért, 1 pont jár az ügyfélnek, ha 5 éve ugyanazon helyen lakik, −1 pont jár (levonás) büntetett előéletért, még egy pont jár 25 évnél fiatalabb korért stb. E bank szerint évi 20 000 dollár kereset teljességgel ellensúlyozza a büntetett előéletet.
5. Végül egy humoros példa: egy férfi a Times Square-en bögrével és a következő feliratú táblával koldult: Háború: 1. Láb: 1. Feleség: 2. Gyerek: 4. Sebesülés: 2. Összesen: 11.

## Összeadás a kultúrában
Az összeadás művelet előfordul Caroll Alice tükörországban c. meséjében.
Szintén fontos szerepet kap ez a művelet Orwell 1984-ében, ahol a 2+2=4 matematikai állítás igazsága a szabadság szimbólumává válik, mikor a főhős, Winston Smith ezt írja a naplójába: „A szabadság az, ha szabadságunkban áll kimondani, hogy kettő meg kettő négy. Ha ezt megtehetjük, minden egyéb magától következik.” Később a diktatúra börtönében megpróbálják beláttatni vele, hogy kettő meg kettő akár öt is lehet.